# Мост (Болгарія)
Мост (болг. Мост) — село в Кирджалійській області Болгарії. Входить до складу общини Кирджалі.

## Населення
За даними перепису населення 2011 року у селі проживали 697 осіб.
Національний склад населення села:
| Національність   | Кількість осіб | Відсоток |
| ---------------- | -------------- | -------- |
| турки            | 681            | 98,3%    |
| болгари          | 8              | 1,2%     |
| інша             | 0              | 0%       |
| Всього відповіли | 693            |          |

Розподіл населення за віком у 2011 році:
Динаміка населення: